# Mamberamohoningzuiger
De mamberamohoningzuiger (Cinnyris idenburgi) is een vogelsoort uit de familie van de Nectariniidae. Het is een endemische soort van Nieuw-Guinea.

## Taxonomie
De vogel werd op 22 maart 1939 verzameld door de Canadese bioloog Austin L. Rand, bij het basiskamp van de (wetenschappelijke) Indisch-Amerikaanse expeditie door Nieuw-Guinea in het stroomgebied van de rivieren de Mamberamo en de Idenburg. Een jaar later maakte Rand een geldige beschrijving van de vogel als ondersoort van het taxon Cinnyris jugularis. Op grond van verschillen in het verenkleed en het geluidenrepertoire is dit taxon afgesplitst als aparte soort op de IOC World Bird List.

## Herkenning
De vogel is ongeveer 10 cm lang. Van boven is de vogel olijfbruin. Verder wijkt de vogel in verenkleed sterk af van C, juglaris; in plaats van geel is het mannetje blauwachtig glanzend zwart op de buik. Zijn keel en borst zijn (zoals bij alle verwante soorten) staalblauw. Het vrouwtje is geel op de borst en buik.

## Verspreiding en leefgebied
De vogel komt voor in het stroomgebied van de rivieren Mamberamo, Idenburg, Sepik en Ramu in het noordelijk deel van het eiland Nieuw-Guinea. De leefgebieden liggen in cultuurgebieden als graslanden, bosranden en secundair bos met struikgewas.

## Status
De soort heeft een ruim verspreidingsgebied en daardoor is de kans op de status  kwetsbaar (voor uitsterven) gering. Om deze redenen staat de mamberamohoningzuiger als niet bedreigd op de Rode Lijst van de IUCN.